# Château de Montdidier
Le château de Montdidier (castrum Montis Dideri) est un ancien château fort, du XIIe siècle, centre de la seigneurie de Montdidier, qui se dresse sur la commune d'Aromas (Revermont) dans le département du Jura, en région Bourgogne-Franche-Comté.

## Situation
Le château de Montdidier est situé dans le département français du Jura sur la commune d'Aromas. Bâti sur le sommet d’une montagne, à 558 m d'altitude, il  surplombe à l’est les vallées de l’Ain, de la Valouse, et du Sancon, et à l’ouest le plateau des érythrônes (dont Aromas).
À 250 m au nord, un hameau appelé Montdidier, comprenant quelques fermes, est à l’abandon depuis 1936.

## Histoire
Sur l'emplacement vraisemblable d'un site celte, le château est construit, entre le Xe et le XIIe siècle, par les sires de Coligny, dans le massif du Revermont. La première mention du "Castrum Montis Dideri" date du XIIe siècle. 
En 1289, à la suite de l'acquisition du Revermont par Amédée V, comte de Savoie, les seigneurs de Montdidier prêtent hommage à ce dernier. Mais vers 1299, ils passent du côté des Thoire-Villars. Ceci leur valut probablement la saisie, au moins temporaire, de leur seigneurie de Montdidier par le comte de Savoie, qui en avait fait une châtellenie comtale en 1302 déjà.
Qualifié de bâtie (fortification médiévale en bois), il fut assiégé et détruit au moins à deux reprises pendant les guerres qui opposèrent la Savoie au Dauphiné dans la période de 1282 à 1355. 
En 1361, il fut pris par les routiers de Thiébaud de Chauffour, alors en place au château d'Oliferne, et fut assiégé et repris peu après par les troupes des Thoire-Villars. 
Il fut endommagé par les troupes de Louis XI, en 1480, durant la guerre de Succession de Bourgogne.
Restauré, il fut définitivement pris et détruit par les troupes d'Henri IV, en 1595, lors de la guerre franco-espagnole.  

## Description
L’accès est difficile en raison d'un relief escarpé principalement visible à l’est. Un fossé sur la partie méridionale et une ceinture de murailles et tours assuraient la défense du château. À ce jour ne subsistent que quelques vestiges.

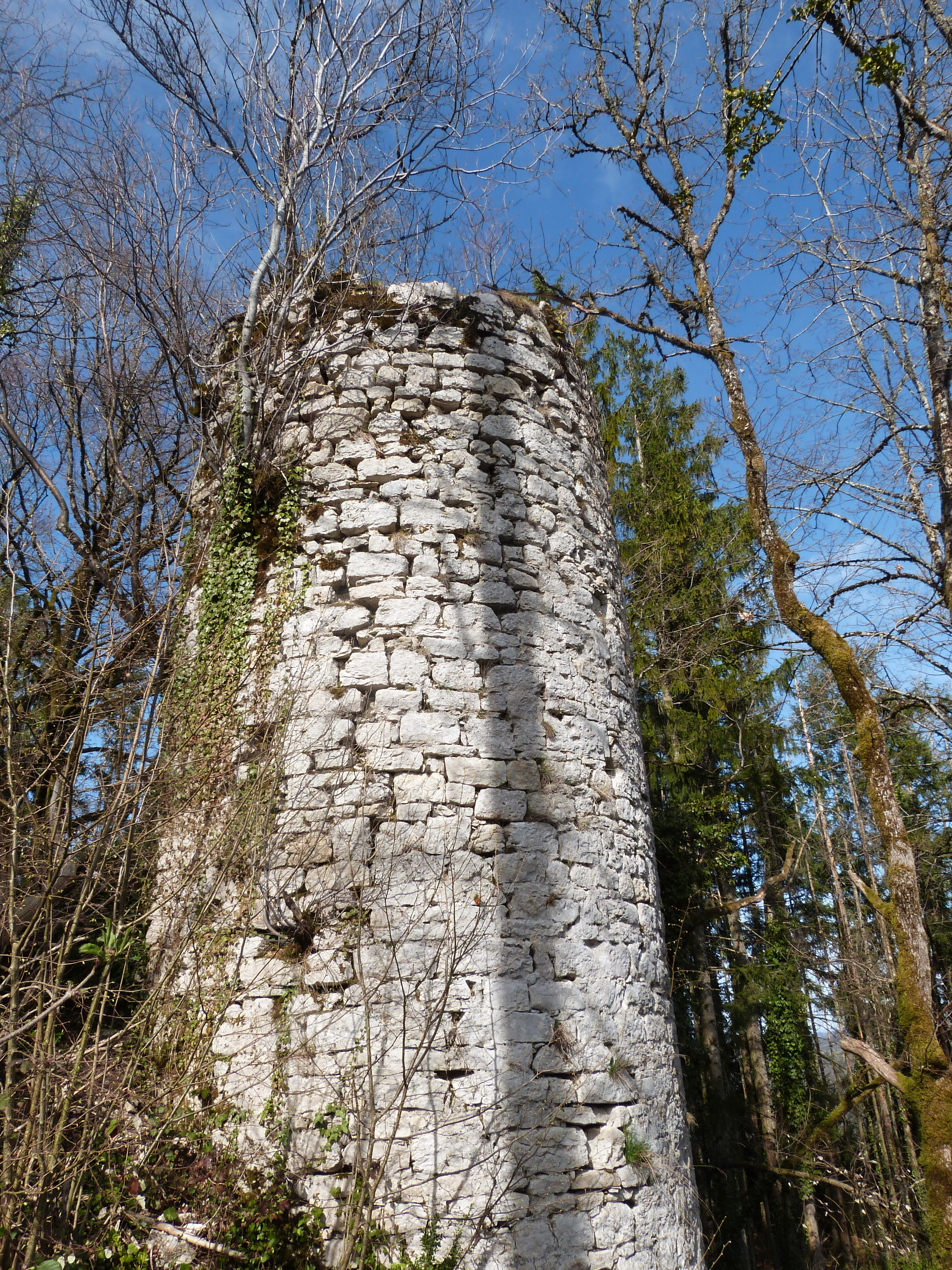
Une vue des ruines du château de Montdidier.
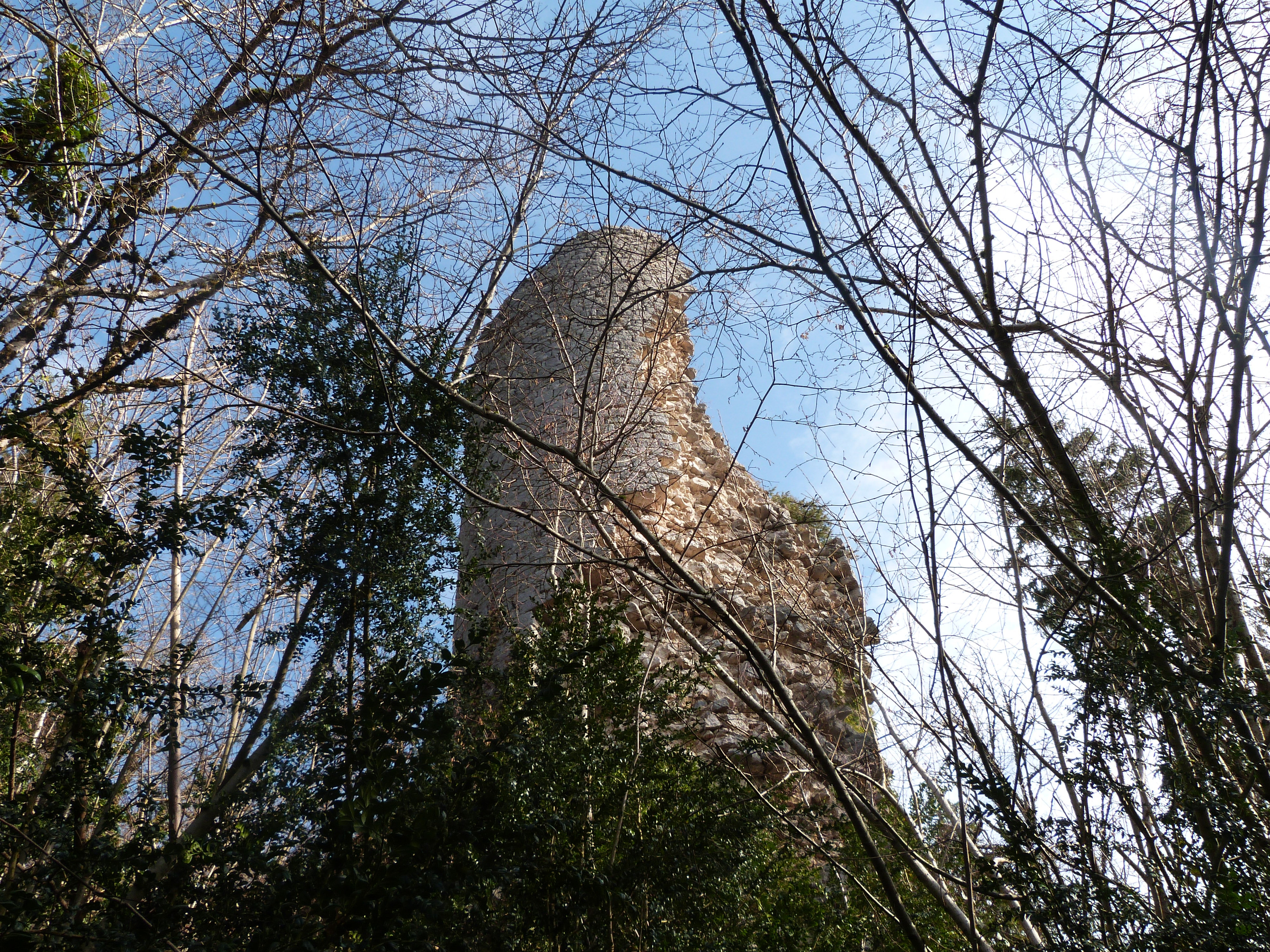
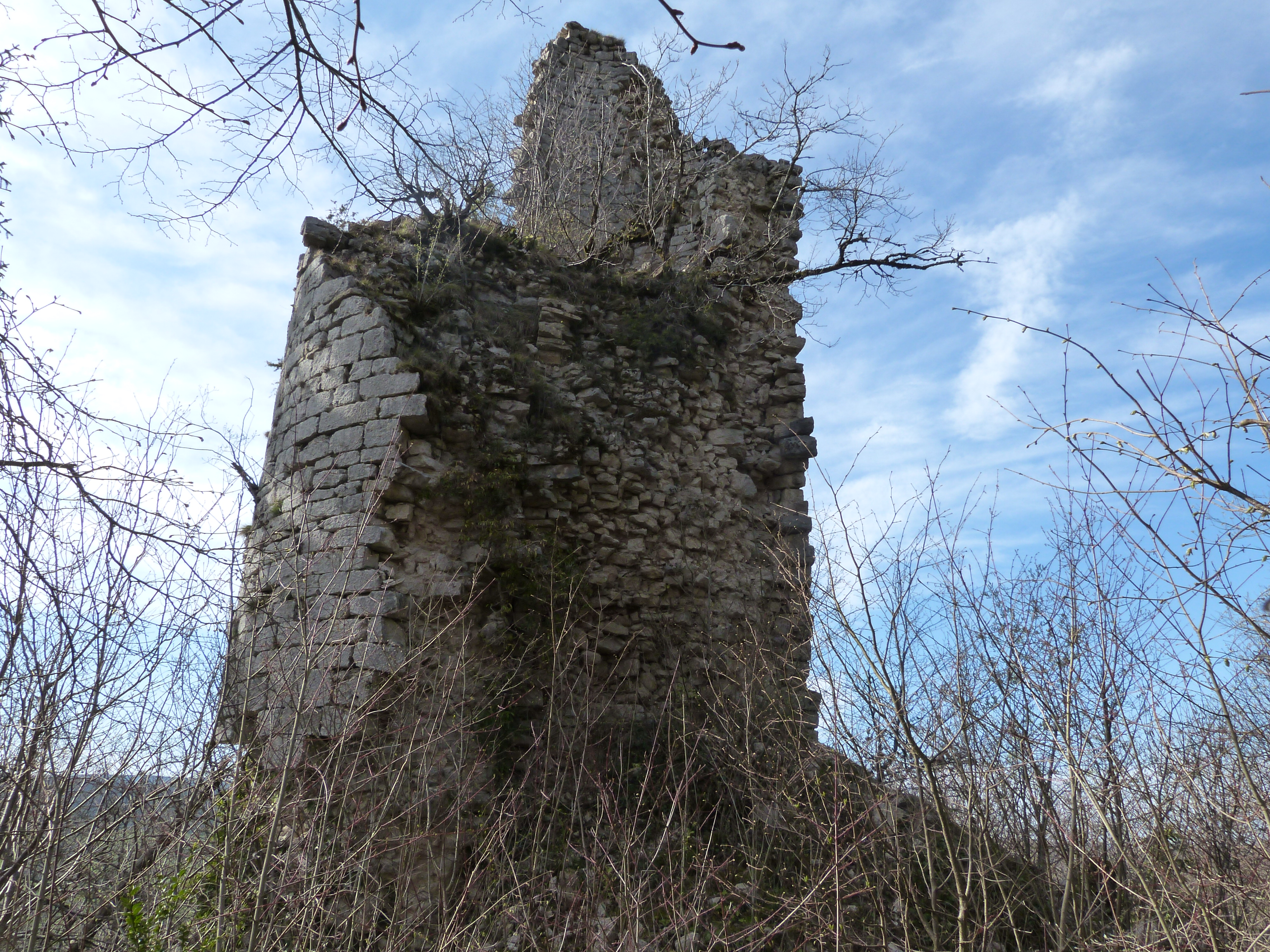
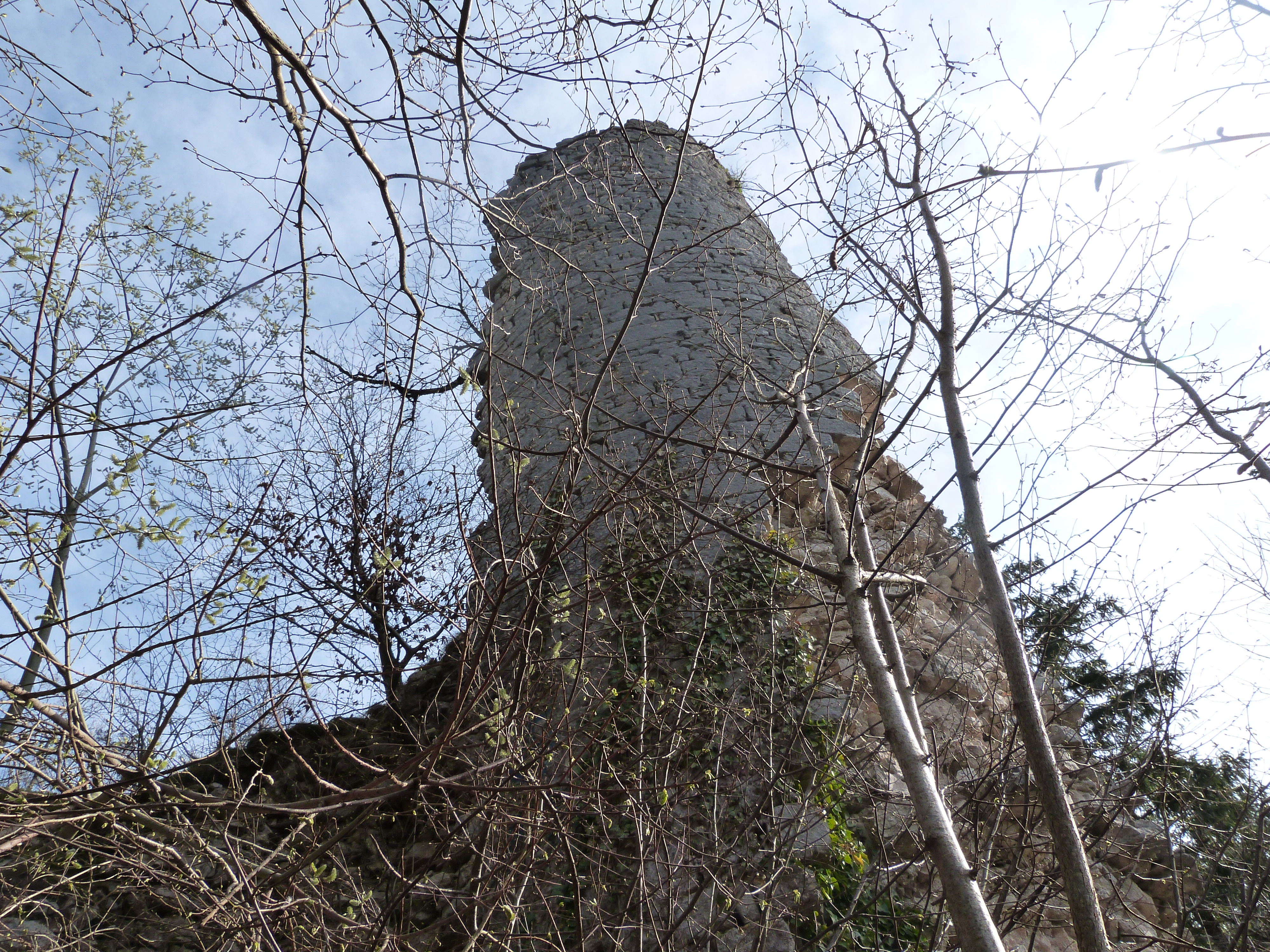
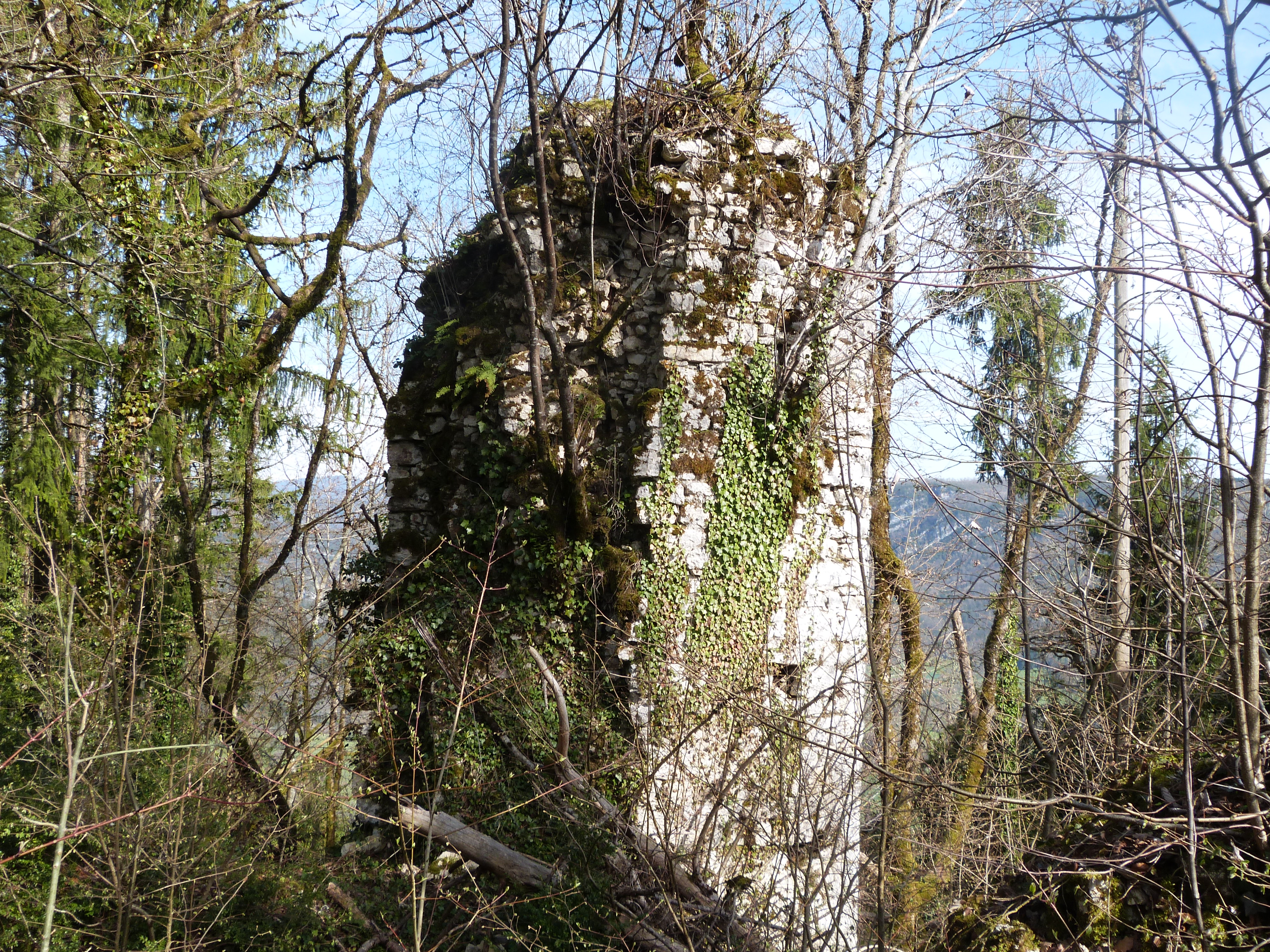
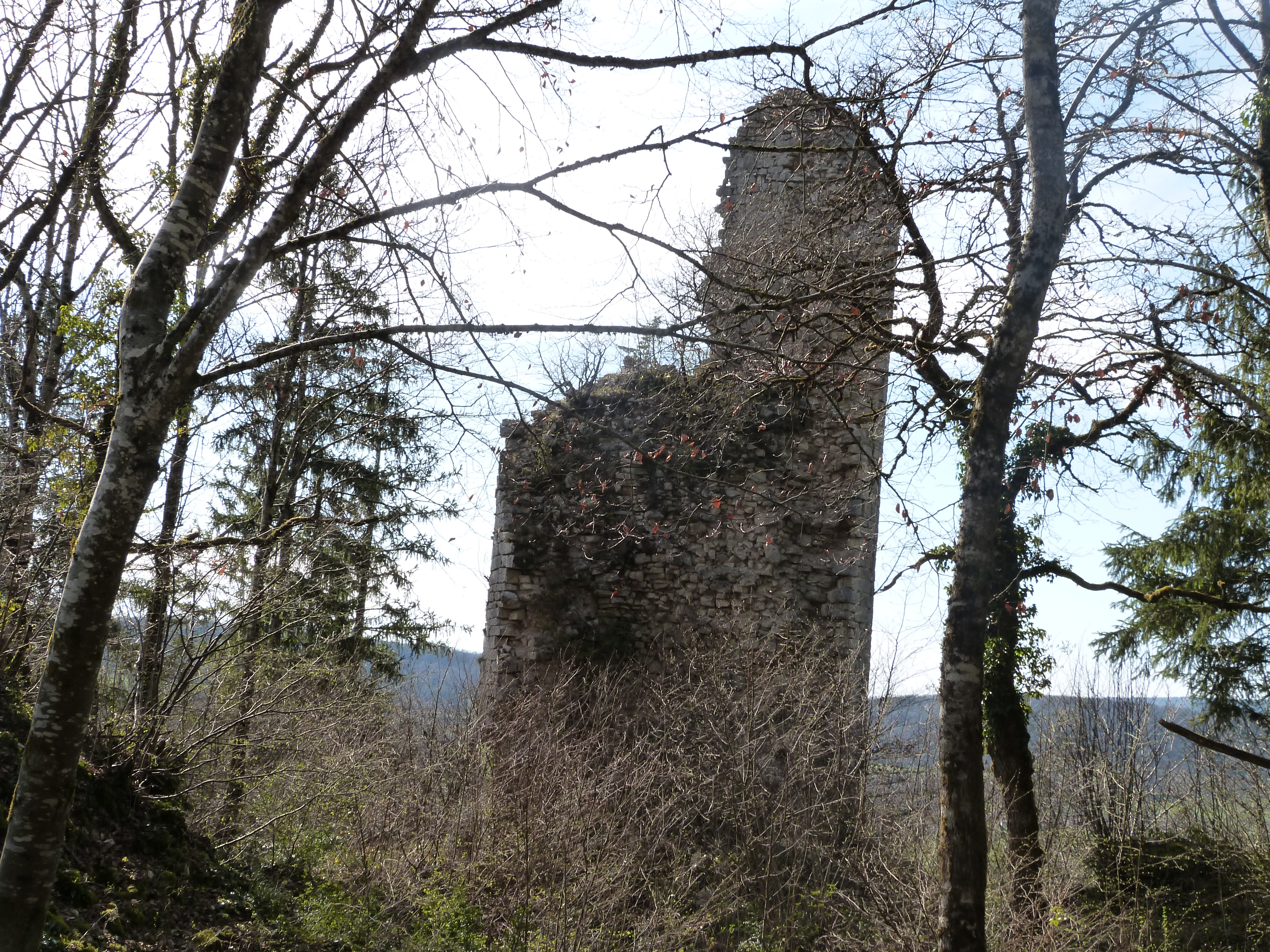
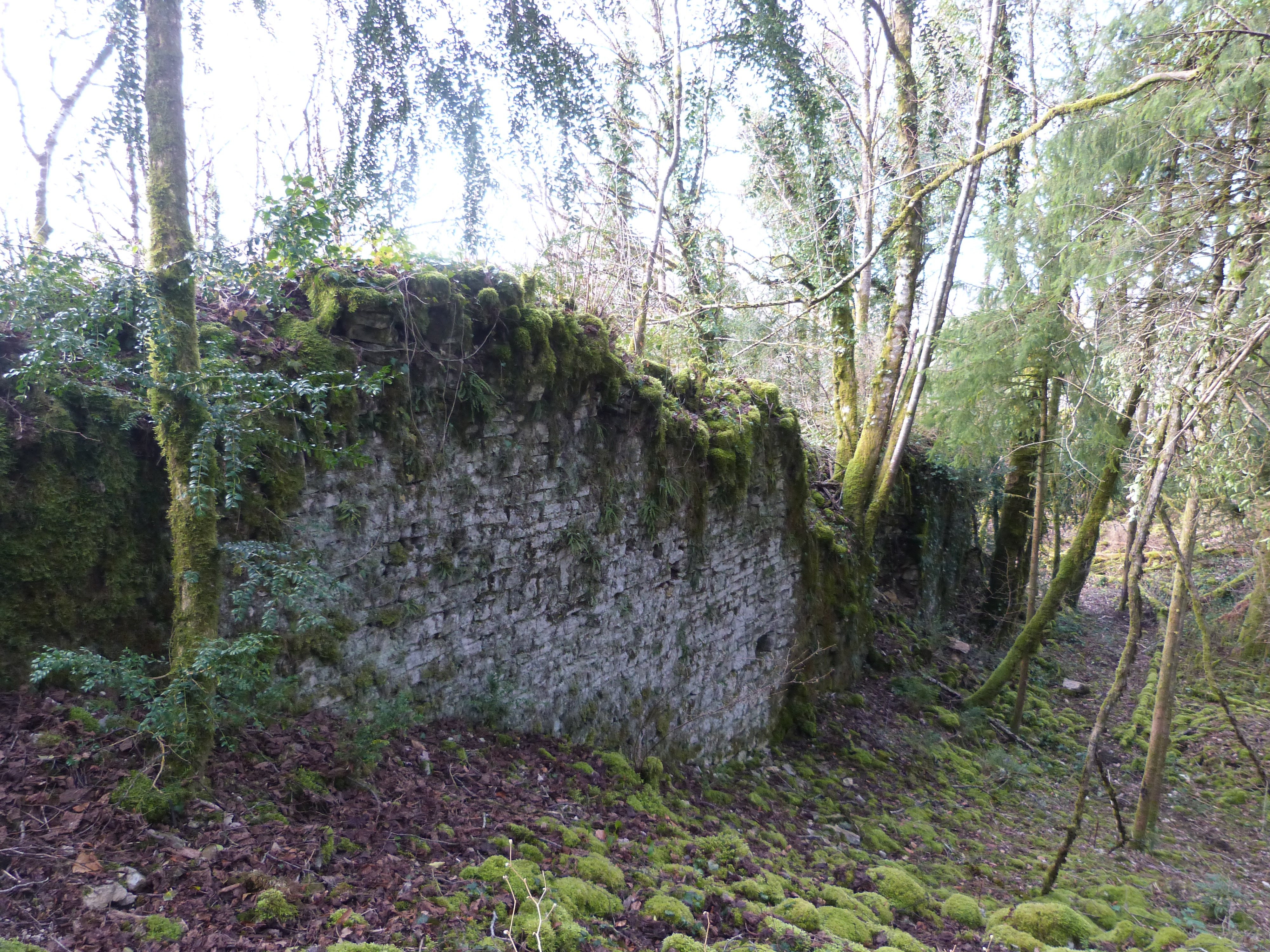
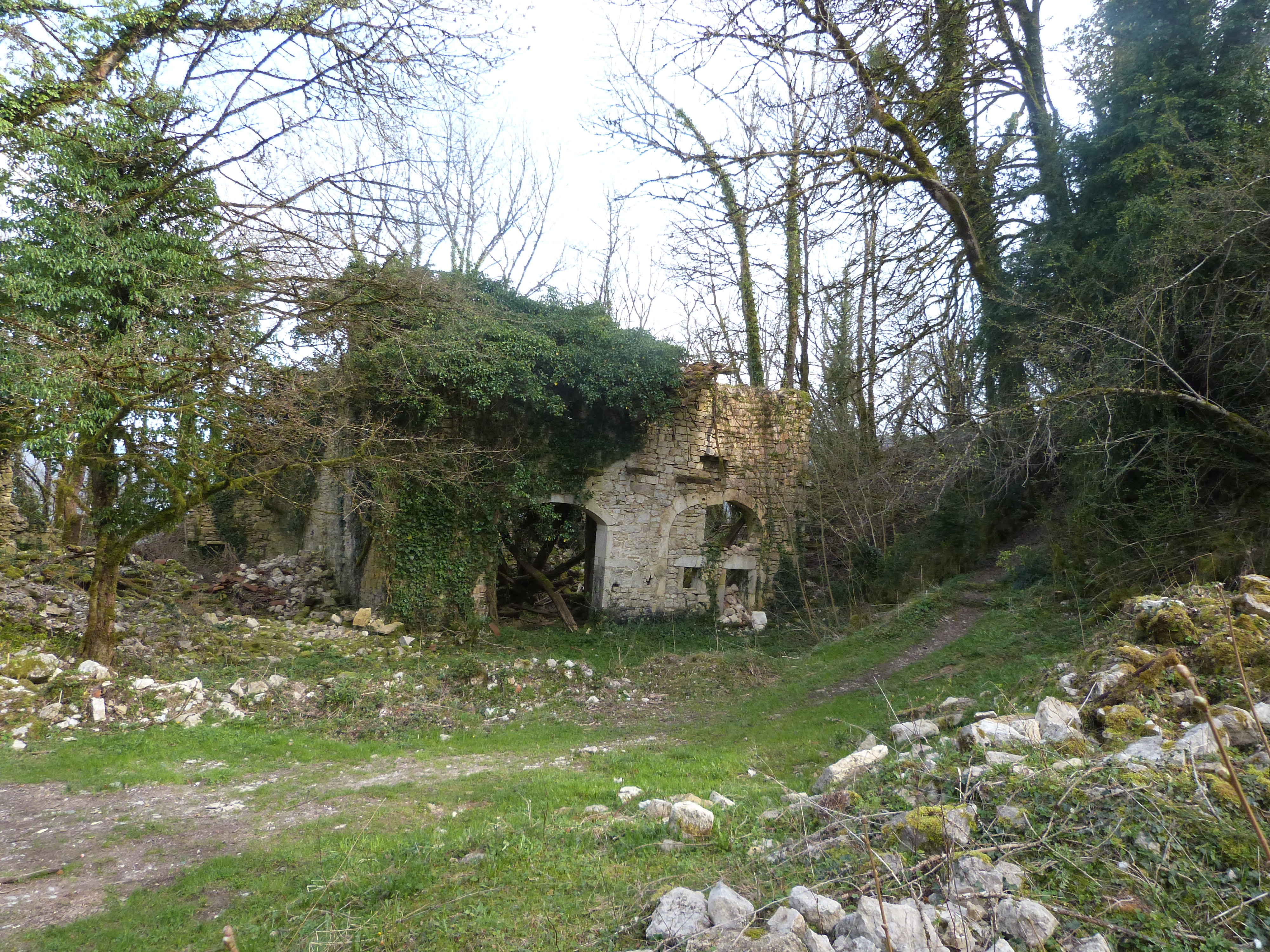
Les ruines du village de Montdidier à l'abandon depuis 1936.
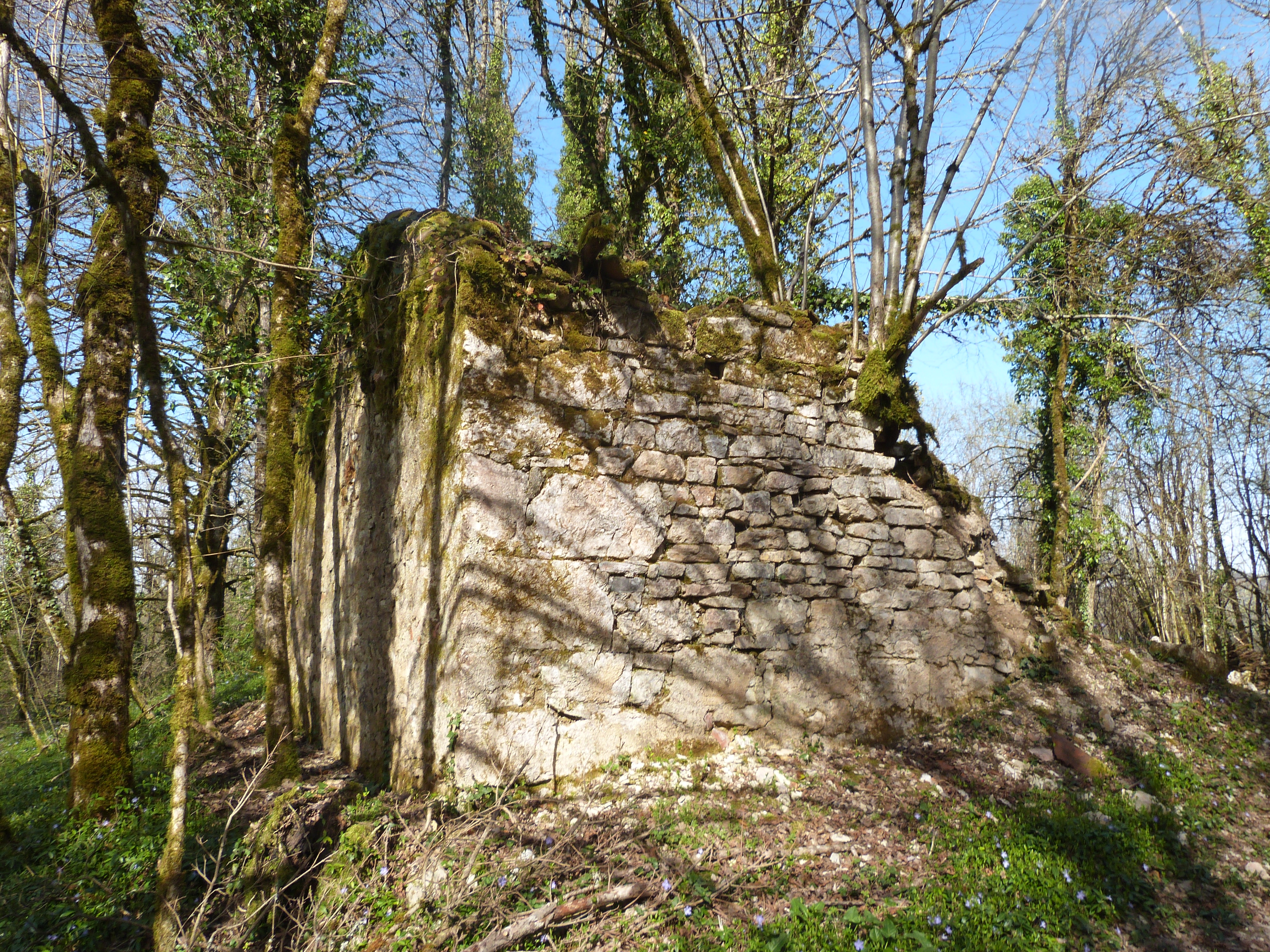